# Пфалц-Мозбах
Пфалц-Мозбах (на немски: Pfalz-Mosbach) е пфалцграфство на Свещената Римска империя от 1410 до 1448 г. със столица Мозбах в днешен Баден-Вюртемберг, Германия, и странична линия на род Вителсбахи. Първият владетел е Ото I фон Пфалц-Мозбах.

## История
Пфалцската линия на Вителсбахите се разделя след смъртта на курфюрст Рупрехт III фон дер Пфалц през 1410 г. на четири линии: най-малкият син Ото I († 5 юли 1461) основава линията Пфалц-Мозбах.
През 1448 г. умира племенникът му Христоф бездетен и Ото наследява негововото пфалцграфство Пфалц-Ноймаркт и се образува пфалцграфството Пфалц-Мозбах-Ноймаркт.